# Ville di Firenze e provincia
Lista delle ville di Firenze e dei comuni nella provincia.

## Firenze

### Nord dell'Arno

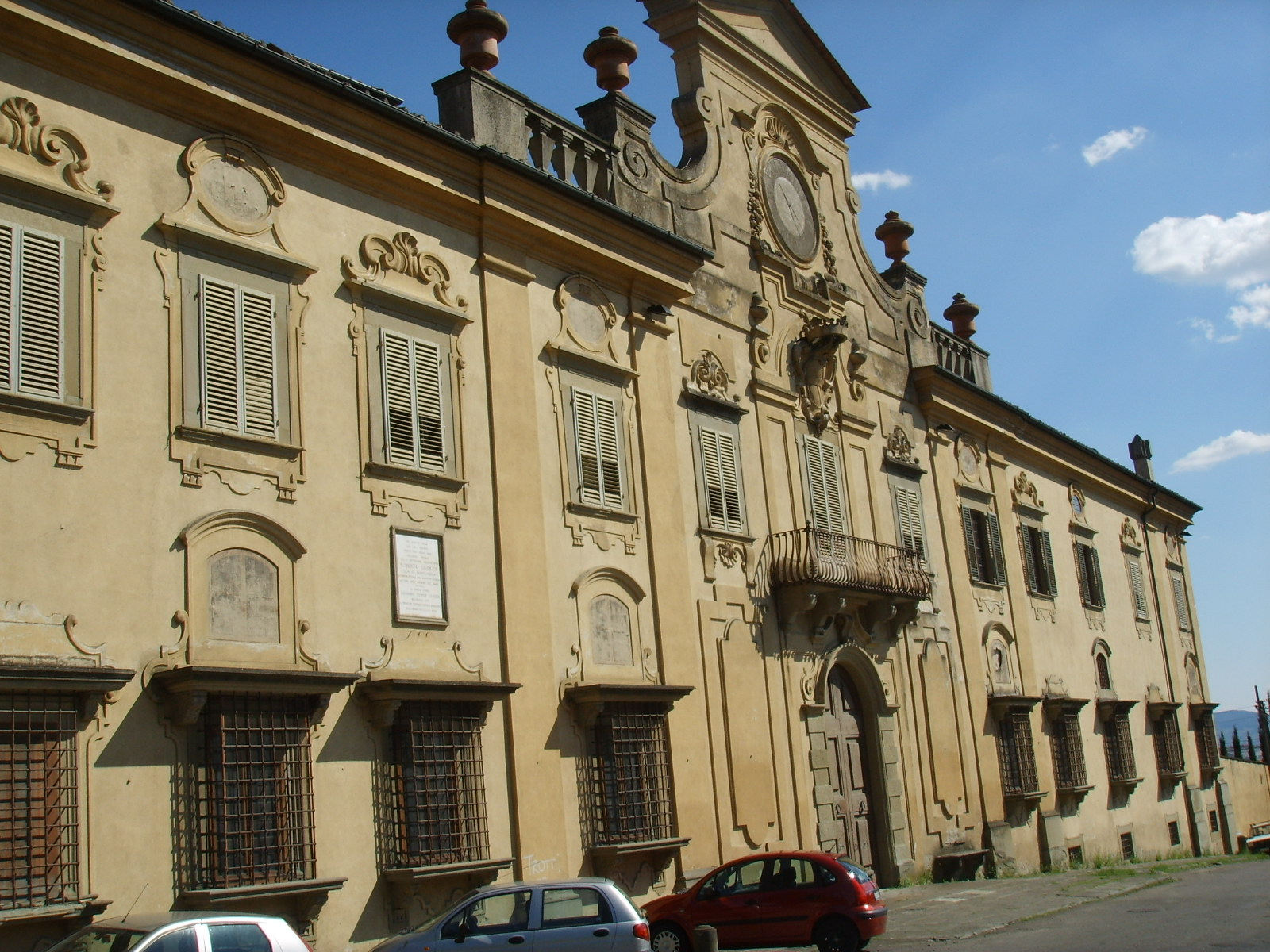
Villa Corsini

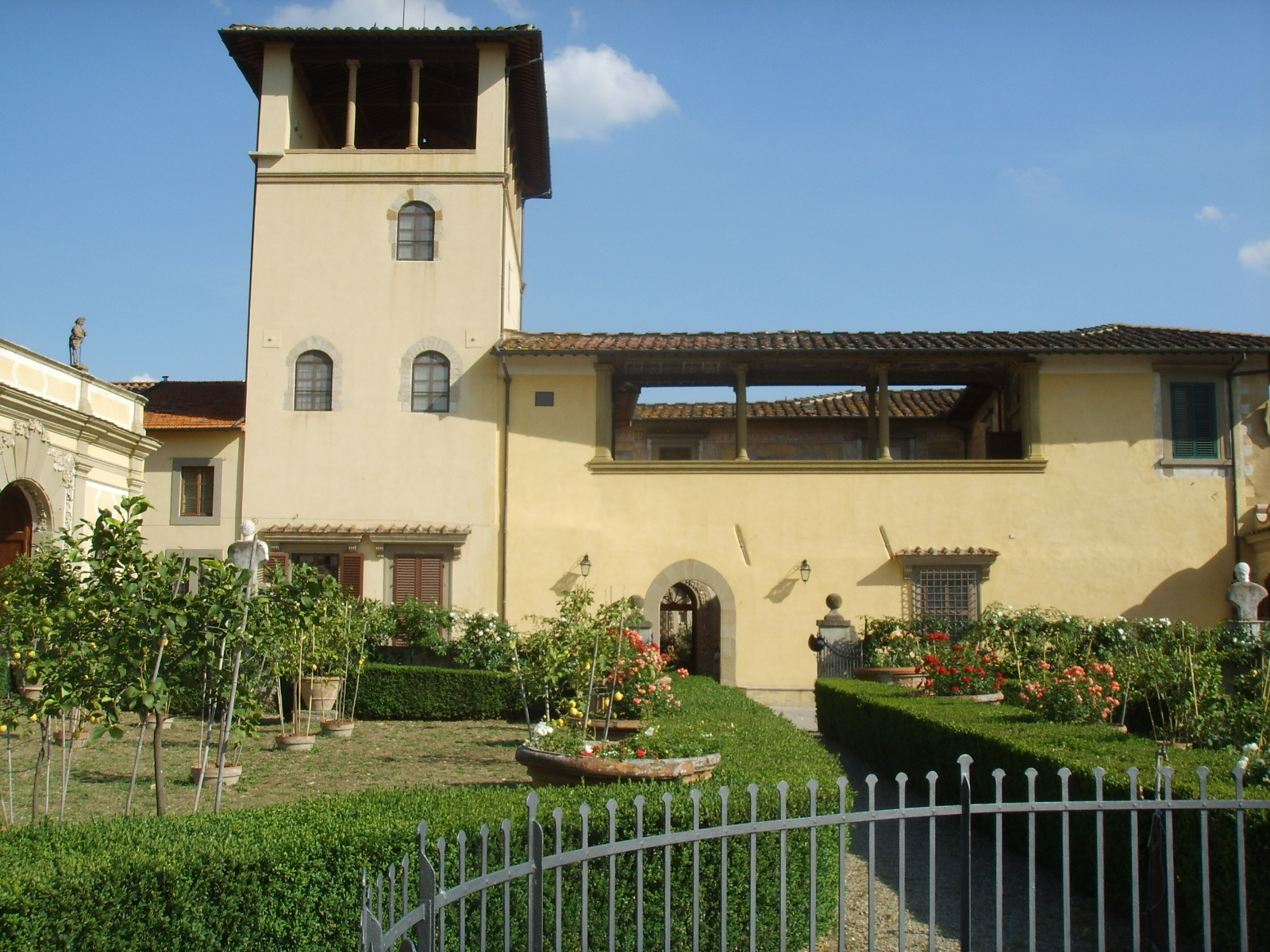
Villa il Pozzino

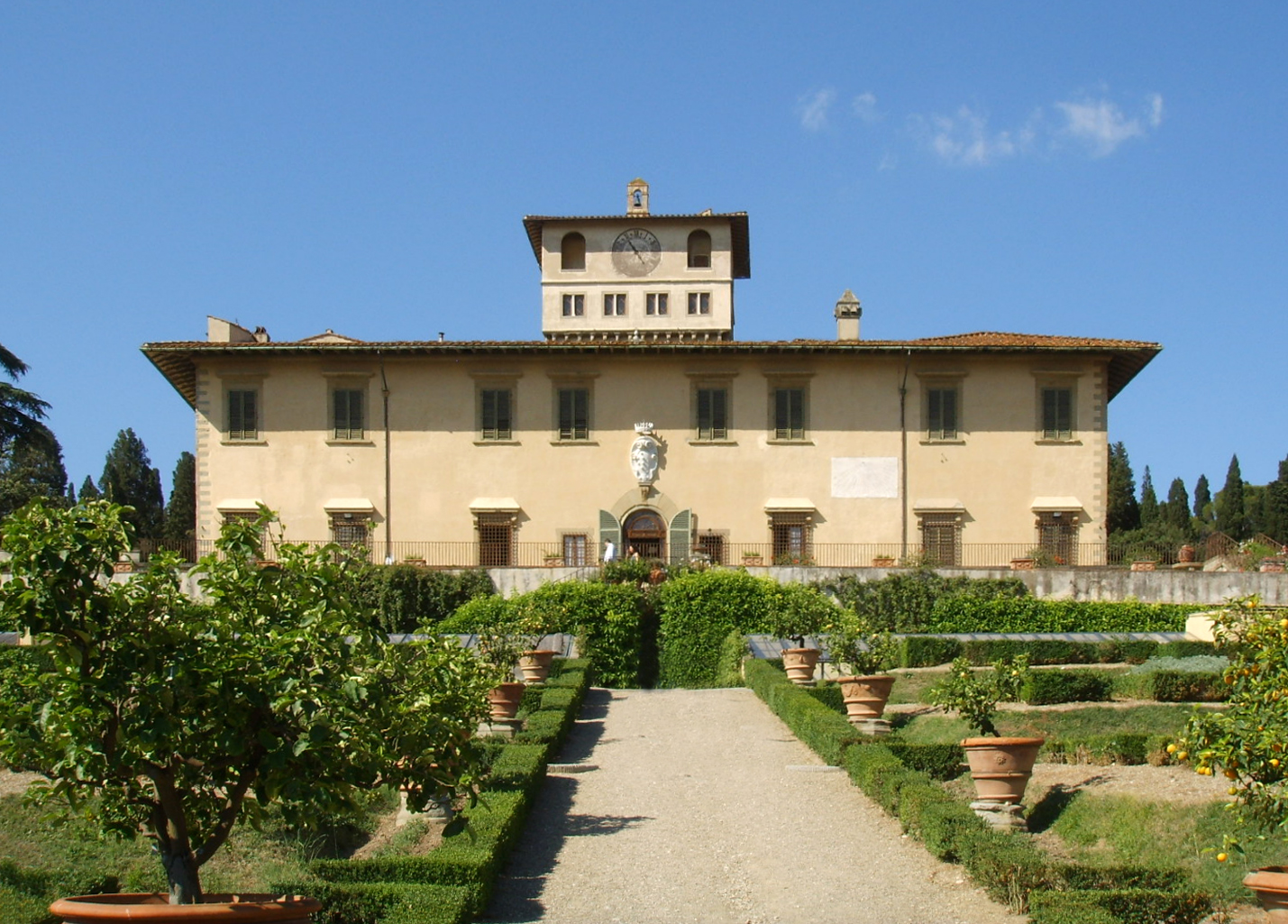
Villa La Petraia

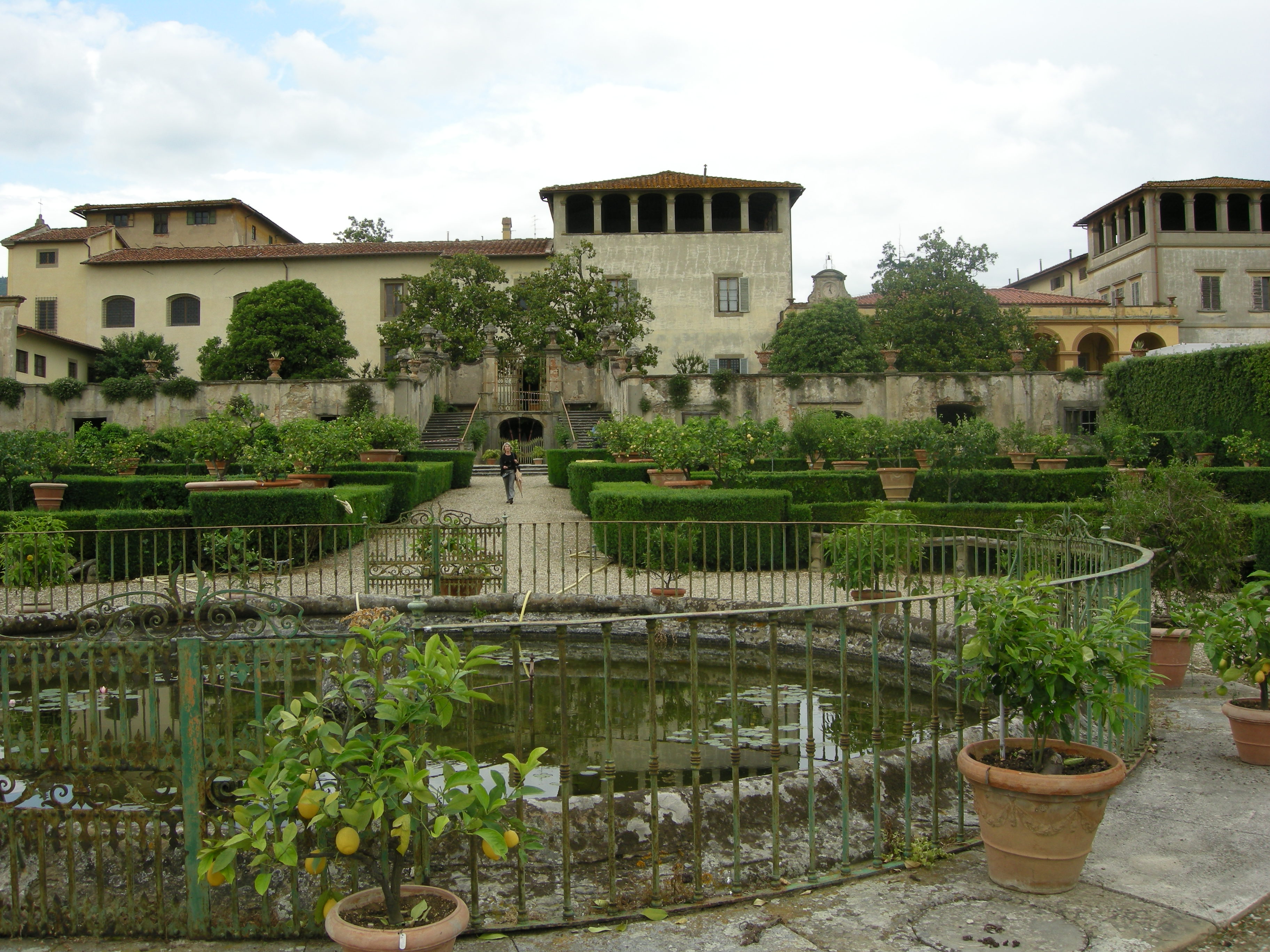
Villa La Quiete

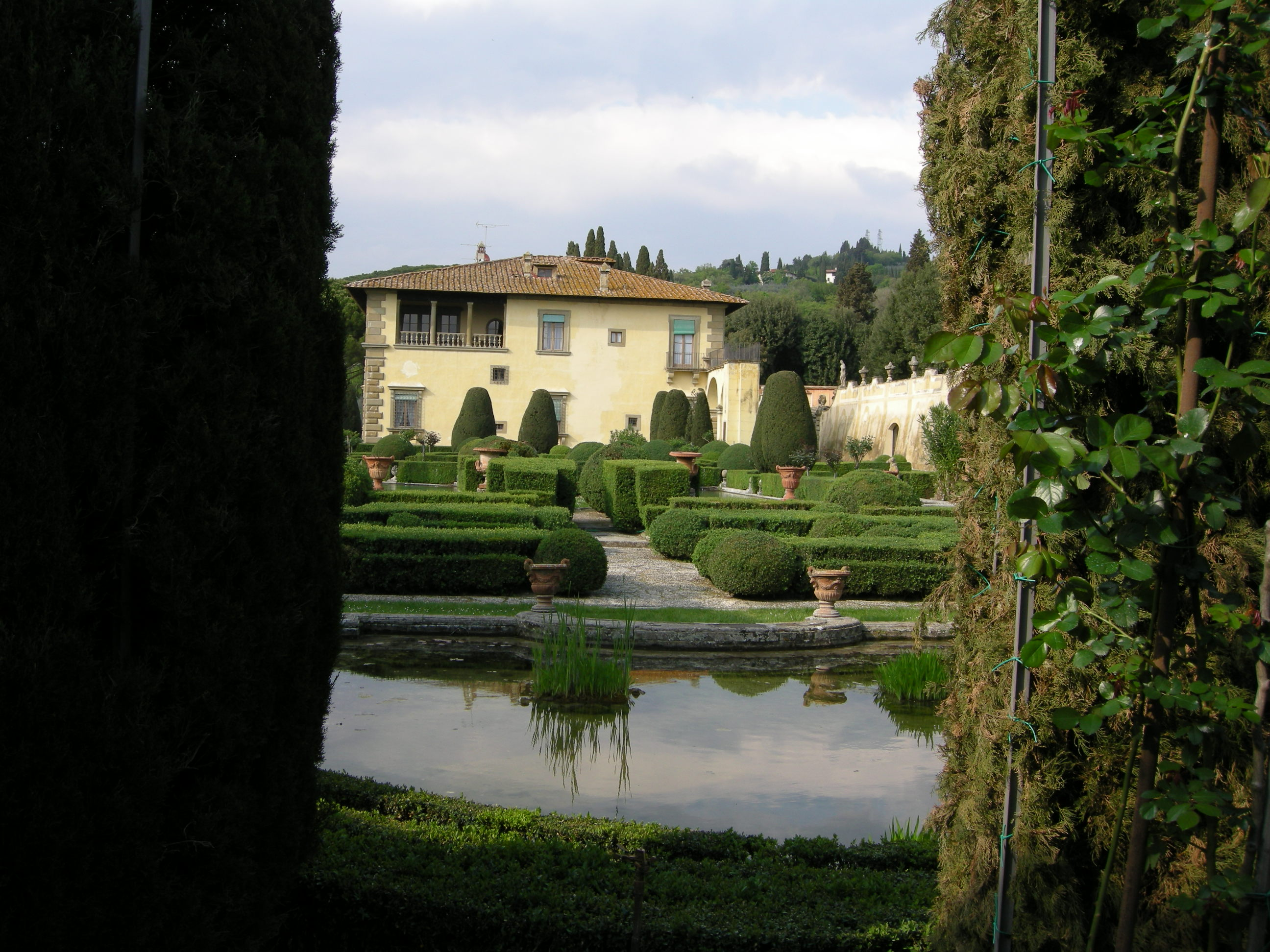
Villa Gamberaia

- Casa-studio di Leonardo Ricci in via di Monterinaldi 21
- Castel di Poggio in via di Vincigliata 4
- Castello di Vincigliata in via di Vincigliata 13
- Fonte Lucente (Villa il Bosco di Fonte Lucente o Villa Peyron) in via di Vincigliata 2
- Palagio degli Spini o  Villa di Motrone, tra via L. Gori e via G. Piantadina, a Peretola.
- Villa Favard in via Curtatone
- Villa Alberti in zona Montughi
- Villa Bellini "alla Quiete", in via della Quiete
- Villa Basilewsky, nel viale Filippo Strozzi
- Villa Le Brache in zona Castello
- Villa Bigazzi in via de' Cioli a Settignano
- Villa il Cartone o Villa di San Martino, a Ponte a Mensola
- Villa La Capponcina in via della Capponcina 32
- Villa Carobbi in via di Novoli 46
- Villa il Chiuso in via dell'Osservatorio
- Villa Cristina in via de' Cappuccini
- Villa Colletta in via Bolognese
- Villa Contini Bonacossi in via Valfonda
- Villa Contri di Mezzaratta in via Gabriele D'Annunzio
- Villa Coppini in via Bolognese
- Villa Corsini a Castello in via della Petraia
- Villa del Cupolino in via Bolognese Vecchia
- Villa Dandini de Silva sul viale Giuseppe Mazzini 2-4, angolo via Carlo Botta
- Villa Donatello in Piazza Donatello
- Villa Fabbricotti in via Vittorio Emanuele II 64
- Villa Fagan in viale Amendola 34
- Villa Favard di Rovezzano in via Aretina
- Villa del Ferrale o Fiorale o Gabbrielli in via Bolognese Vecchia
- Villa Finaly  in via Bolognese
- Villa di Fontallerta in viale Righi 60 o via di Camerata 1
- Villino Galeotti-Flori in via XX Settembre 72
- Villa Gamberaia in via del Rossellino
- Villa Gisella, già I Pini, in largo Enrico Caruso 1
- Villa Granduchessa in via dei Cappuccini 6A
- Villa Guicciardini in via delle Panche 79
- Villa La Gressa in via della Concezione
- Villa La Lastra in via Bolognese Vecchia
- Villa Lemmi in via Incontri
- Villa Letizia o Rasponi o Zauli in via Bolognese Vecchia
- Villa La Loggia in via Bolognese
- Villa del Loretino in via del Loretino
- Villa delle Lune in via della Piazzuola
- Villa Le Macine in via Casamorata
- Villa Magini in via Faentina
- Villa Marchi o La nave o Caciolle in via di Caciolle
- Villa Martini Bernardi in via Spedaluzzo della Ruota
- Villa La Mattonaia in via della Mattonaia
- Villa Medicea di Careggi in via Pieraccini
- Villa Medicea di Castello in via di Castello
- Villa Medicea della Topaia in via della Topaia
- Villa Michelangelo in via Buonarroti Simoni a Settignano
- Villa di Montalto in via del Salviatino 6
- Villa Natalia in via Bolognese
- Villa I Nespoli in via Faentina
- Villa Ognissanti sul viale Gaetano Pieraccini 24
- Villa Orvieto in via del Poggiolino
- Villa La Pastorella, in via della Pastorella 8, a Settignano
- Villa Il Palmerino in via del Palmerino
- Villa Palmieri in via Giovanni Boccaccio
- Villa Il Peruzzo in via delle Ballodole
- Villa La Petraia in via della Petraia
- Villa La Pietra in via Bolognese
- Villa Il Pino in via Bolognese
- Villa Porziuncola in via della Capponcina 75
- Villa il Pozzino in via Giovanni da San Giovanni 12 (Castello)
- Villa Il Prato in via Bolognese
- Villa La Quiete in via delle Montalve
- Villa Il Querceto o   Villa Strozzi  zona Ponte a Mensola.
- Villa Il Quercione, in via dell'Olmeto, 15 a Settignano
- Villa Righi in via Manzoni (Firenze)
- Villa Le Rondini in via Bolognese
- Villa Rossa in piazza Savonarola 15
- Villa Ruspoli in via Bolognese, località La Pietra
- Villa di Quarto in via Dazzi
- Villa Salviati, o del Ponte alla Badia, in via Faentina 261
- Villa Il Salviatino in via del Salviatino 10
- Villa Salvini in via Bolognese
- Villa San Donato o Villa Demidoff in zona Novoli
- Villa Sassetti in via Bolognese
- Villa Sepp in piazza d'Azeglio 30-33
- Villa dello Spedaluzzo o Lo Spedaletto in via Bolognese
- Villa Lo Specchio in via San Bonaventura
- Villa Stibbert in via Federico Stibbert
- Villa La Torretta in via Bolognese
- Villino Uzielli in piazza d'Azeglio 39
- Villa il Ventaglio in via delle Forbici

### Oltrarno

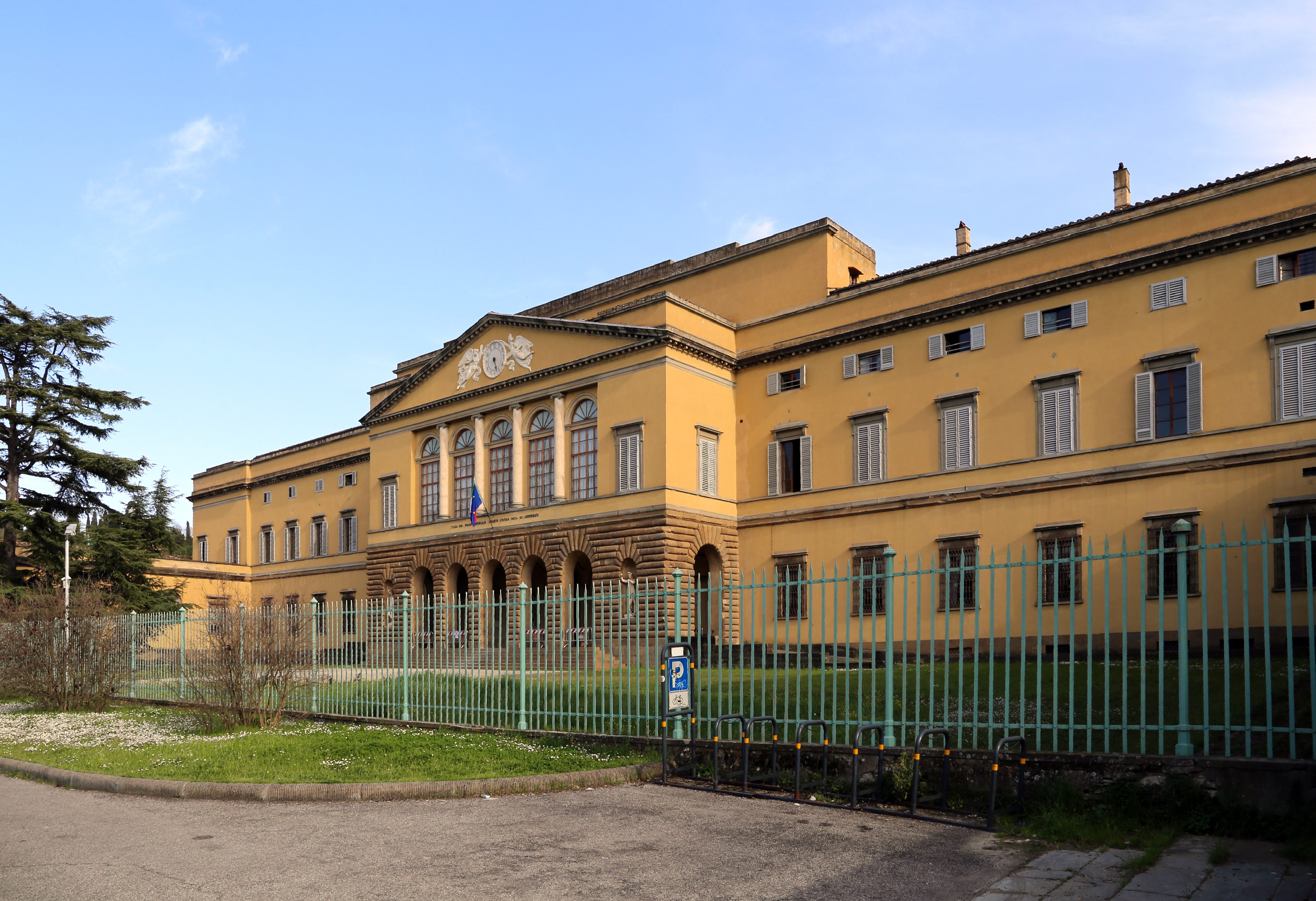
Villa di Poggio Imperiale

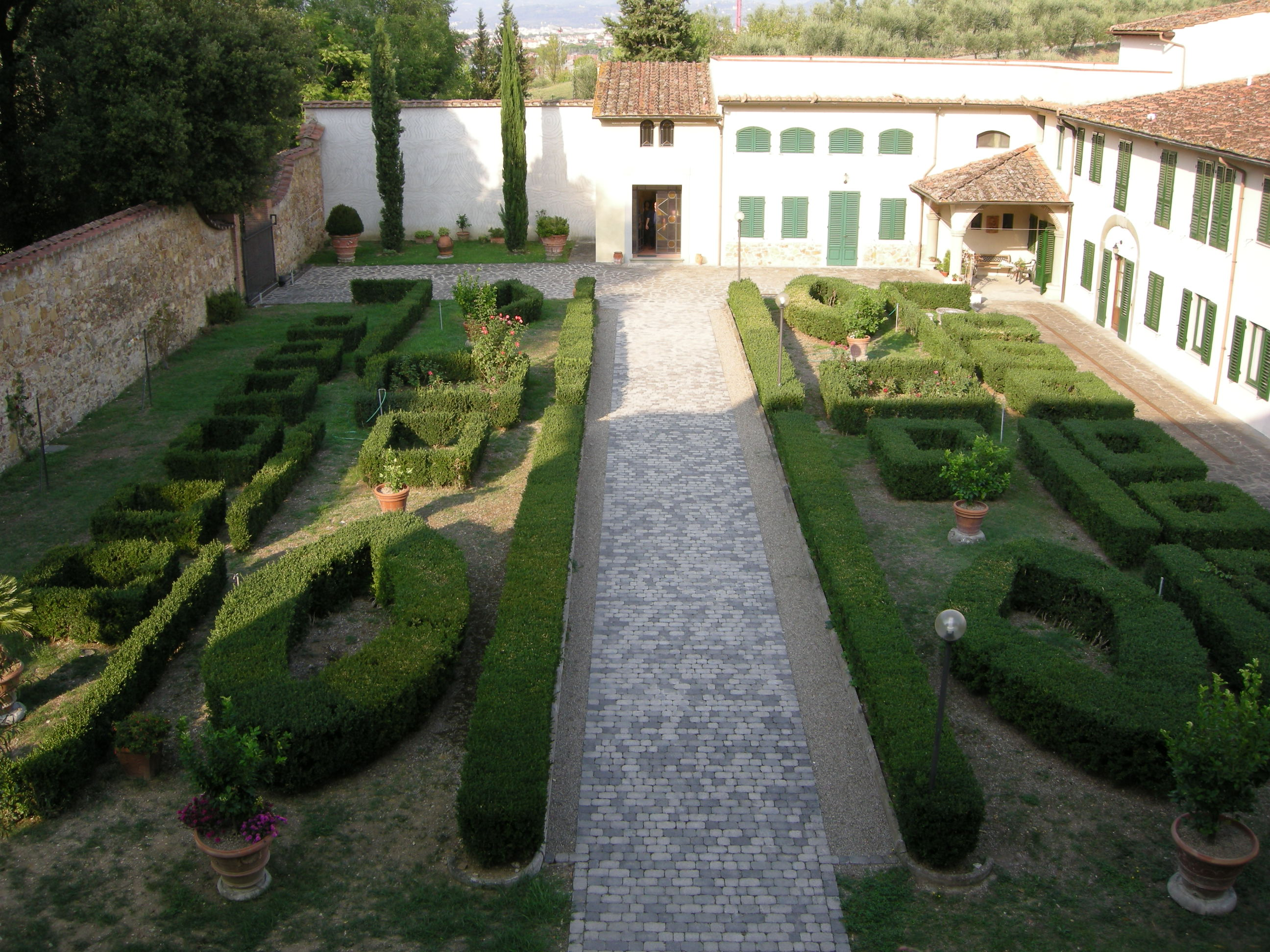
Villa La Nerlaia, giardini

- Casa-studio Savioli in via delle Romite 12a
- Casone di Sorgane in via Tagliamento 16
- Palagio dei Corbinelli in via Martellini 12
- Palagio di Guardavia in via di Soffiano
- Palazzo dei Diavoli, nella via omonima
- Palazzo dei Mannelli, in via del Palazzo dei Diavoli, 54
- Torre del Gallo in via della Torre del Gallo
- Villa Agape-Arrighetti in via della Torre del Gallo 10
- Villa Antinori delle Rose in via Senese
- Villa Antinori (Firenze), in via del Bisarno, 3
- Villa Bardini sulla costa San Giorgio
- Villa Barberina nel viuzzo delle Lame, 1
- Villa Bayon in via Ippolito Galantini 10
- Villa di Bellosguardo in via San Carlo
- Villa Borgherini in piazza Bellosguardo
- Villa Capponi in via Pian de' Giullari 3
- Villa Capponi-Tempi, in via Pisana 126
- Villa Carducci di Legnaia o Carducci-Pandolfini, in via Guardavia 18
- Villa Le Campora in via delle Campora 56-64
- Villa Cecchi o Valletti in via San Bartolo a Cintoia
- Villa Corbinelli in via San Matteo in Arcetri
- Villa Le Corti in via del Pian dei Giullari
- Villa Feri, in via del Podestà 69
- Villa Fossi già Strozzi-Machiavelli, in via delle Campora 30
- Villa La Gallina in piazza di Volsanminiato
- Villa Il Gioiello in via Pian dei Giullari 42
- Villa Giovannelli in piazza Unganelli 6
- Villa Giramonte in via Torre del Gallo 4-6
- Villa Il Giullarino in via del Pian dei Giullari 8-12
- Villa Giusti in via Tagliamento 4
- Villa Guaita, in via del Podestà 111
- Villa La Favorita in via del Portico 13
- Villetta Lacchini in via Santa Maria a Cintoia
- Villino Lampredi in via Giano della Bella 13
- Villino Lampredi in via Giano della Bella 9
- Villa di Malavolta o villa Bottai, in via del Podestà 79
- Villa Martelli, in via di Soffiano
- Villa Masieri in via del Pian dei Giullari 40
- Villa Il Larione, in via B.Fortini 40
- Villa Medici, in via B. Fortini
- Villa Il Merlo Bianco, in via di Ripoli
- Villa Morrill, sulla costa San Giorgio
- Villa di Monteripaldi, in via San Michele a Monteripaldi 12-14
- Villa La Nerlaia, in via delle Bagnese 20
- Villa Niccolini, in via San Carlo
- Villa Nunes Vais, in via del Pian dei Giullari 28
- Villa dell'Ombrellino, in via Roti Michelozzi
- Villa Pagani in piazza San Francesco di Paola
- Villa Il Palagio di Rimaggio in via Rimaggio 52
- Villa Pandolfini di Carraia in via della Casella
- Villa Pazzi in via del Pian dei Giullari 52-54
- Villa Pian dei Giullari in via del Pian dei Giullari 27
- Villa Le Piazzole, in via San Matteo in Arcetri.
- Villa Pilacci Trecci, nella zona di Soffiano
- Villa di Poggio Imperiale in via del Poggio Imperiale
- Villa Ravà in via del Pian dei Giullari 71
- Villino Ravazzini in via Scipione Ammirato 101
- Villa Ridolfi, in via San Felice a Ema
- Villa Romana in via Senese
- Villa Il Roseto in via Pian dei Giullari 78
- Villa di Rusciano in via Benedetto Fortini 37
- Villa Santa Maria, in via di Soffiano 204
- Villa Savonarola nel viuzzo di Monteripaldi 2
- Villa La Selva nel viuzzo di Gamberaia 1
- Villa La Sfacciata nella via Volterrana 82, Giogoli
- Villa Spadolini in via del Pian dei Giullari 139
- Villa Strozzi al Boschetto e Limonaia in via Pisana 77
- Villa Strozzi di San Martino in via del Ferrone, 5
- Villa Il Tasso in via Benedetto Fortini 30
- Villa Il Teatro in via del Pian dei Giullari 23
- Villa di Torre Galli in via di Scandicci 301
- Villa Vogel in via delle Torri 23
- Villa di Volsanminiato in via del Pian dei Giullari 18

## Bagno a Ripoli
- Villa I Cedri in via della Villa I Cedri
- Villa Medicea di Lappeggi in località Lappeggi
- Villa di Mondeggi in località Mondeggi
- Villa di Montacuto o Montaguto o Montauto in località Montacuto
- Villa Il Palagio in via di Montauto
- Villa il Poggio in via di Belforte
- Villa Il Riposo in via delle Fonti
- Villa Medicea di Lilliano, poi Malenchini in via Lilliano e Meoli (Antella)
- Villa La Massa in località Candeli
- Villa La Tana in località Candeli
- Villa di Tizzano in via Castel Ruggero 75
- Villa La Torre o Peruzzi in via Ubaldino Peruzzi
- Villa dell'Ugolino in località Ugolino

## Barberino di Mugello
- Castello di Villanova
- Villa Torre il Palagio in via del Torracchione 8 in località Cavallina
- Villa Le Maschere in località Le Maschere

## Barberino Val d'Elsa
- Castello della Paneretta, in località Monsanto
- Villa Bardi in via di Linari
- Villa Capponi in località Marcialla
- Villa di Cortine in via di Cortine
- Villa di Linari in via di Linari
- Villa di Pastine in via di Pastine
- Villa di Petrognano in via di Petrognano
- Villa di Prumiano in via di Cortine
- Villa di San Filippo in località San Filippo
- Villa di San Lorenzo a Vigliano in località Vigliano
- Villa Torrigiani in piazza Torrigiani a Vico d'Elsa
- Villa Torrigiani di Valdigelata in via della Villa in località Vico d'Elsa
- Villa Guicciardini di Vico in piazza Torrigiani a Vico d'Elsa

## Borgo San Lorenzo
- Villa Martini Bernardi in località Rabatta
- Villa Gerini in località Ronta
- Villa di Striano in località Ronta
- Villa Votanidi vicino alla località Sagginale

## Calenzano
- Castello di Legri in località Legri
- Rocca degli Strozzi in via di Baroncoli
- Torre di Baroncoli in via di Baroncoli
- Villa Barbensi in via Pratese
- Villa Carmignani in località Settimello
- Villa Il Castellaccio in via di Baroncoli
- Villa Cintolesi in via Baldanzese
- Villa Gamba in località il Neto
- Villa Ginori del Castello di Calenzano in via del Castello
- Villa Ginori a Collina in via di Collina
- Villa Fossi in località il Neto
- Villa di Macìa in località Macìa
- Villa Martini Bernardi in località Sommaia
- Villa Massedonica in località Sommaia
- Villa Peragallo in via del Castello
- Villa Montedomini in località Chiusa
- Villa Morrocchi in via Vicinale del Chiuso
- Villa Le Prata in località La Colonia
- Villa Il Pratello in località Travalle
- Villa di San Donato in località San Donato
- Villa di Spugnoli in località Spugnoli
- Villa del Tabernacolo in via Vittorio Emanuele
- Villa La Torricella in via del Buon Riposo
- Villa di Travalle in località Travalle
- Villa di Volmiano in località Legri

## Campi Bisenzio
- Villa Il Palagio
- Villa Montalvo
- Villa Rucellai in via del Pratello

## Capraia e Limite
- Villa di Bibbiani in via di Bibbiani 7

## Castelfiorentino
- Villa Cabbiana nel viale Di Vittorio
- Villa di Cabbiavoli in località Cabbiavoli
- Villa di Cambiano in località Cambiano Alta
- Villa di Coiano in località Castelnuovo d'Elsa
- Villa Gelli in località San Pietro a Pisagnoli
- Villa Isabella in località San Pietro a Pisagnoli
- Villa Il Leccio in località San Pietro a Pisagnoli
- Villa di Meleto in località Castelnuovo d'Elsa
- Villa di Melliciano in località Castelnuovo d'Elsa
- Villa di Oliveto in via di Oliveto
- Villa di Pallerino in località Cambiano
- Villa Pucci o di Granaiolo in località Granaiolo

## Cerreto Guidi
- Villa medicea di Cerreto Guidi in piazza Medici
- Villa medicea di Stabbia in località Stabbia

## Empoli
- Villa Il Terraio

## Fiesole

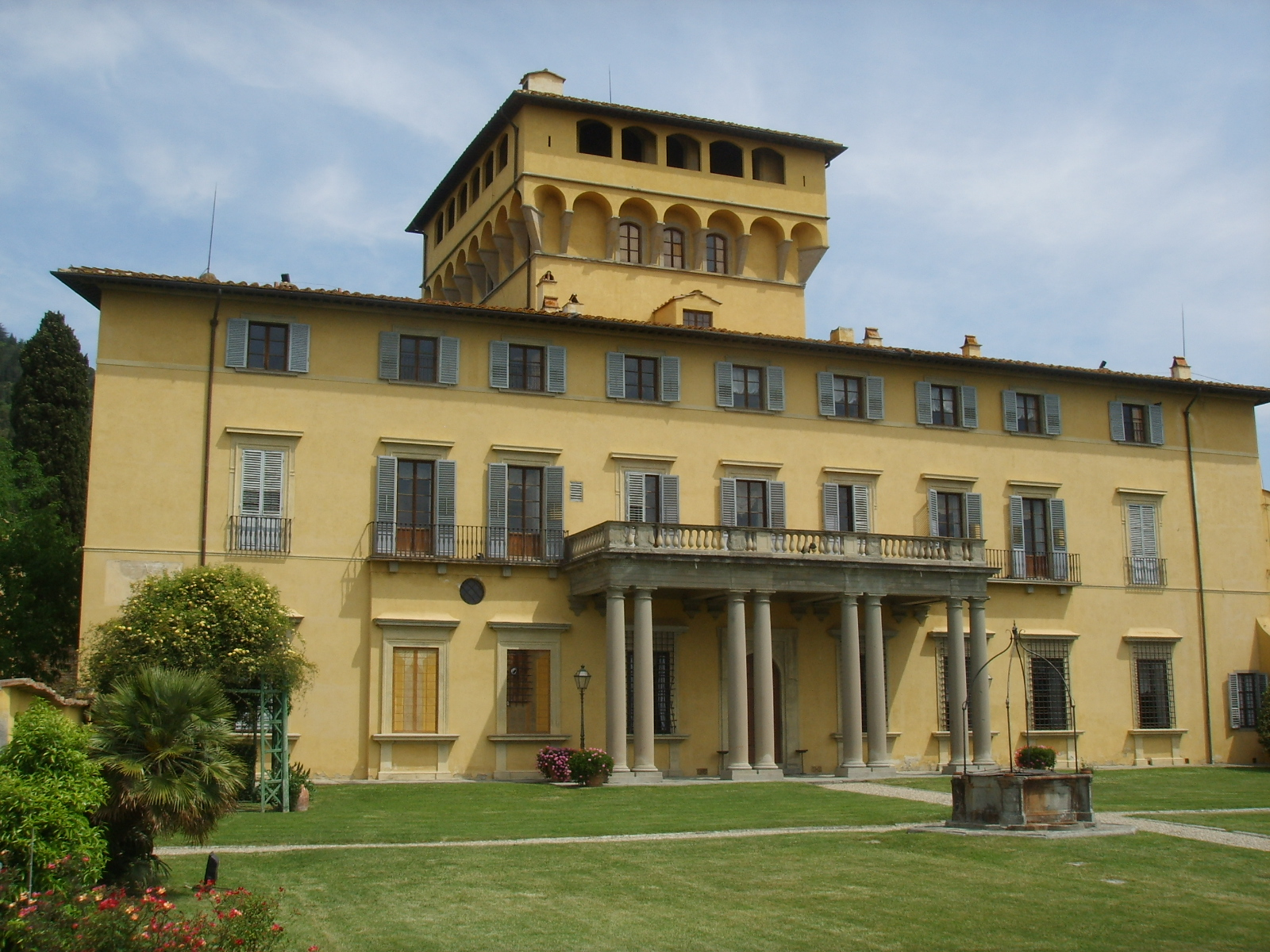
Villa di Maiano

- Villa Albizi o del Teatro in via Vecchia Fiesolana 70
- Villa di Bagazzano in via di Bagazzano 6
- Villa Le Balze in Vecchia Fiesolana 2
- Villa Bellagio in via Mantellini, località San Domenico
- Villa Bencistà in via Benedetto da Maiano 4
- Villa Benvenuti in via Vecchia Fiesolana 70
- Villa Bezzuoli in via Fontelucente
- Villa Le Falle in via di Valle 2
- Villa La Fontanella in via delle Fontanelle 27/A
- Villa La Fonte o Belriposo in via delle Fontanelle 18
- Villa Galardi in via dei Bassi 9
- Villa del Garofano in via delle Forbici
- Villa Il Leccio, già Villa Montereggi, in via Caldine 2, già via Saletta 2
- Villa di Maiano in via del Salviatino 1
- Villa Manetti o di Monte Fiano in via San Michele a Muscoli 6
- Villa Marsilio Ficino in via del Salviatino 11
- Villa Martello in via Benedetto da Maiano
- Villa Medici di Fiesole o Belcanto in via Beato Angelico 2/4
- Villa Montegirone in via Montegirone 4
- Villa Il Palagio di Maiano in via Benedetto da Maiano
- Villa Palagio Vecchio in via Bosconi 52
- Villa Papiniano in via Vecchia Fiesolana 65
- Villa di Poggio Gherardo in via di Poggio Gherardo
- Villa Il Poggione in via di Valle 20-22
- Villa Il Rinuccino in via Ferrucci 43
- Villa Il Riposo dei Vescovi o Nieuwenkamp in via Vecchia Fiesolana 62
- Villa Rondinelli in via Vecchia Fiesolana 21
- Villa Il Roseto in via Beato Angelico 15
- Villa San Michele a Doccia in via Doccia 4
- Villa Schifanoia in via Giovanni Boccaccio 121
- Villa Sparta in via delle Fontanelle 21
- Villa Taddei in via delle Fontanelle 23/a
- Villa I Tatti in via di Vincigliata 26
- Villa La Torraccia in via delle Fontanelle 24

## Figline e Incisa Valdarno
- Villa della Badia a Monte Scalari in via di Monte Scalari
- Villa Casagrande Serristori in via Castelguinelli
- Villa La Fornacina in località Brollo
- Villa di Norcenni in via di Norcenni
- Villa Il Palagio in località il Palagio
- Villa La Poggerina in via della Borghetta
- Villa di San Cerbone in via dello Spedale Serristori
- Villa di Pratelli in località Pratelli

## Greve in Chianti
- Castel Ruggero in località Tizzano
- Castello di Uzzano in via Chiantigiana
- Castello di Vicchiomaggio in località Vicchiomaggio
- Castello delle Stinche
- Villa Brody in località Chiocchio
- Villa Vignamaggio

## Impruneta
- Villa Corsini a Mezzomonte in località Mezzomonte
- Villa di Larderel in località Pozzolatico
- Villa L'Ugolino in via Chiantigiana

## Lastra a Signa
- Villa Caruso di Bellosguardo nella frazione di La Lisca nella località Bellosguardo
- Villa Castelvecchio nella frazione di Ponte a Signa
- Villa Valdirose nella frazione di San Martino a Gangalandi nella località Val di Rose
- Villa Saulina nella frazione di Quattro Strade
- Villa Anna nella frazione di Calcinaia
- Villa delle Selve nella frazione di Porto di Mezzo nella località Le Selve
- Villa le Sorti nella frazione di Marliano
- Villa Pandolfini nella frazione di Ponte a Signa
- Villa Ilangi nella frazione di Malmantile
- Villa Podere Nannera nella frazione di Malmantile
- Villa Italia a Lastra a Signa
- Villa Altoviti nella frazione di Calcinaia
- Villa Lotteringhi della Stufa  in località Santa Maria a Castagnolo
- Villa Serena nella frazione di Malmantile
- Villa le Brunette nella frazione di Calcinaia
- Villa De Gubernatis nella frazione di Calcinaia
- Villa Cintolesi a Lastra a Signa
- Villa Cajoli Santa Lucia nella frazione di Santa Lucia a Monte Orlando
- Villa D'Avanzo nella frazione di Santa Lucia a Monte Orlando
- Villa la Palazzina a Lastra a Signa
- Villa la Tessinara a Lastra a Signa
- Villa Cappiardi a Lastra a Signa
- Villa Cerù a Lastra a Signa
- Villa seminario fiorentino nella frazione di Malmantile nella località di Lecceto
- Villa Maggio nella frazione di Malmantile
- Villa Ducessois nella frazione di Malmantile
- Villa Santini nella frazione di Ponte a Signa
- Villa Borghese nella frazione di Ginestra Fiorentina
- Villa Marliano nella frazione di Marliano
- Villa Florenzi Martorelli nella frazione di Ginestra Fiorentina
- Villa Metz nella frazione di Sant'Ilario a Settimo
- Villa Allegri nella frazione di La Luna
- Villa Bartolini nella frazione di Belfiore
- Villa Brunetti nella frazione di Calcinaia
- Villa Carlini nella frazione di Stagno
- Villa Corliano nella frazione di Brucianesi
- Villa Favi nella frazione di Sant'Ilario a Settimo
- Villa Fedi nella frazione di Belfiore
- Villa Fusi nella frazione di Calcinaia
- Villa Gello nella frazione di Malmantile
- Villa il Serraglio nella frazione di Ponte Torto
- Villa Mazzetta nella frazione di Marliano
- Villa Mina nella frazione di Belfiore
- Villa Morelli nella frazione di Calcinaia
- Villa Paola nella frazione di San Martino a Gangalandi
- Villa Pino Torto nella frazione di Malmantile
- Villa San Giorgio nella frazione di Carcheri
- Villa Sassoforte nella frazione di San Martino a Gangalandi
- Villa Shupfer nella frazione di Marliano
- Villa Tassinara nella frazione di Sant'Ilario a Settimo

## Londa
- Villa Dufour Berte
- Villa Gori a Caiano

## Montaione
- Villa da Filicaja

## Montelupo Fiorentino
- Villa Medicea dell'Ambrogiana in via de' Medici
- Villa Mannelli Durazzo in via Giordano Bruno

## Montespertoli
- Castello di Montegufoni in località Montegufoni
- Castello di Poppiano in via di Poppiano
- Castello di Sidney Sonnino in via Volterrana Nord
- Villa Baldasseroni, o L'Alzato, in via Lucignano 56
- Villa Bossi-Pucci in via Volterrana Nord
- Villa di Castiglioni in via Montegufoni 35
- Villa La Gigliola in via San Piero in Mercato 218

## Palazzuolo sul Senio
- Villa di Gruffieto

## Pontassieve
- Villa di Castellonchio in località Castellonchio
- Villa di Gricigliano in località Gricigliano

## Reggello
- Villa di Sanmezzano in località Sanmezzano

## Rignano sull'Arno
- Villa di Castiglionchio
- Villa di Fontepetrini
- Villa Torre a Cona in località San Donato in Collina

## Rufina
- Villa di Poggio Reale
- Villa I Busini in via Scopeti 28

## San Casciano in Val di Pesa

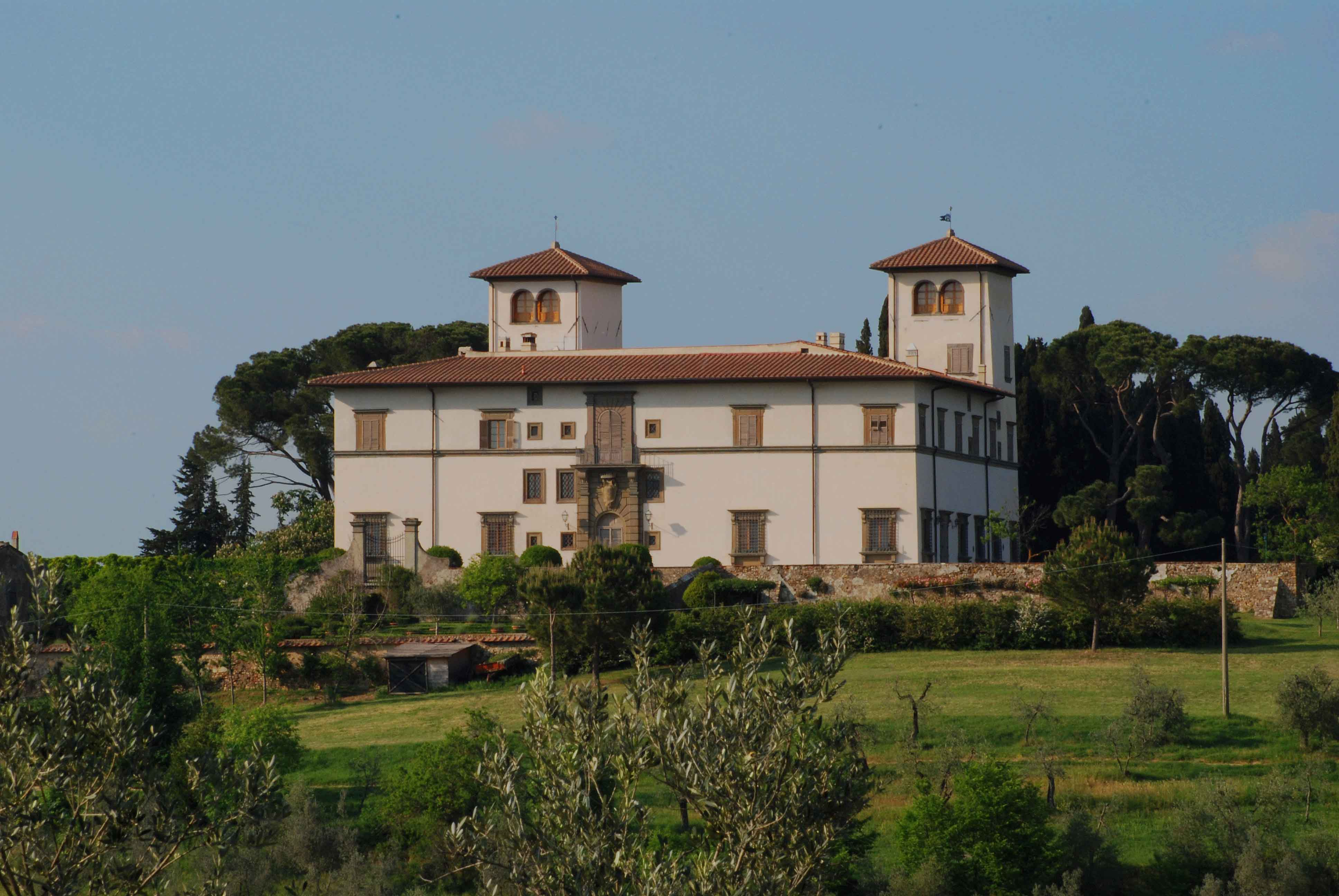
Villa Le Corti

- Castello di Montefiridolfi in località Montefiridolfi
- Castello di Pergolato in località Pergolato
- Castello di Gabbiano in località Gabbiano
- Castello di Bibbione in località Bibbione
- Castello Il Corno, via Malafrasca 64, in località San Pancrazio.
- Villa Antinori del Cigliano in via via Cigliano 17
- Villa Le Corti in via San Piero di Sotto 1
- Villa Il Palagio in località Mercatale in Val di Pesa
- Villa Poggio Torselli in località Poggio Torselli
- Villa Borromeo in via Borromeo 110
- Villa I Tattoli a Cerbaia
- Villa Caserotta
- Villa Mangiacane in Sant'Andrea in Percussina

## San Piero a Sieve
- Villa Adami
- Villa Medicea di Cafaggiolo in località Cafaggiolo
- Villa Medicea del Trebbio in località il Trebbio
- Villa le Mozzete al bivio di Scarperia con Borgo San Lorenzo
- Villa Schifanoia

## Scandicci

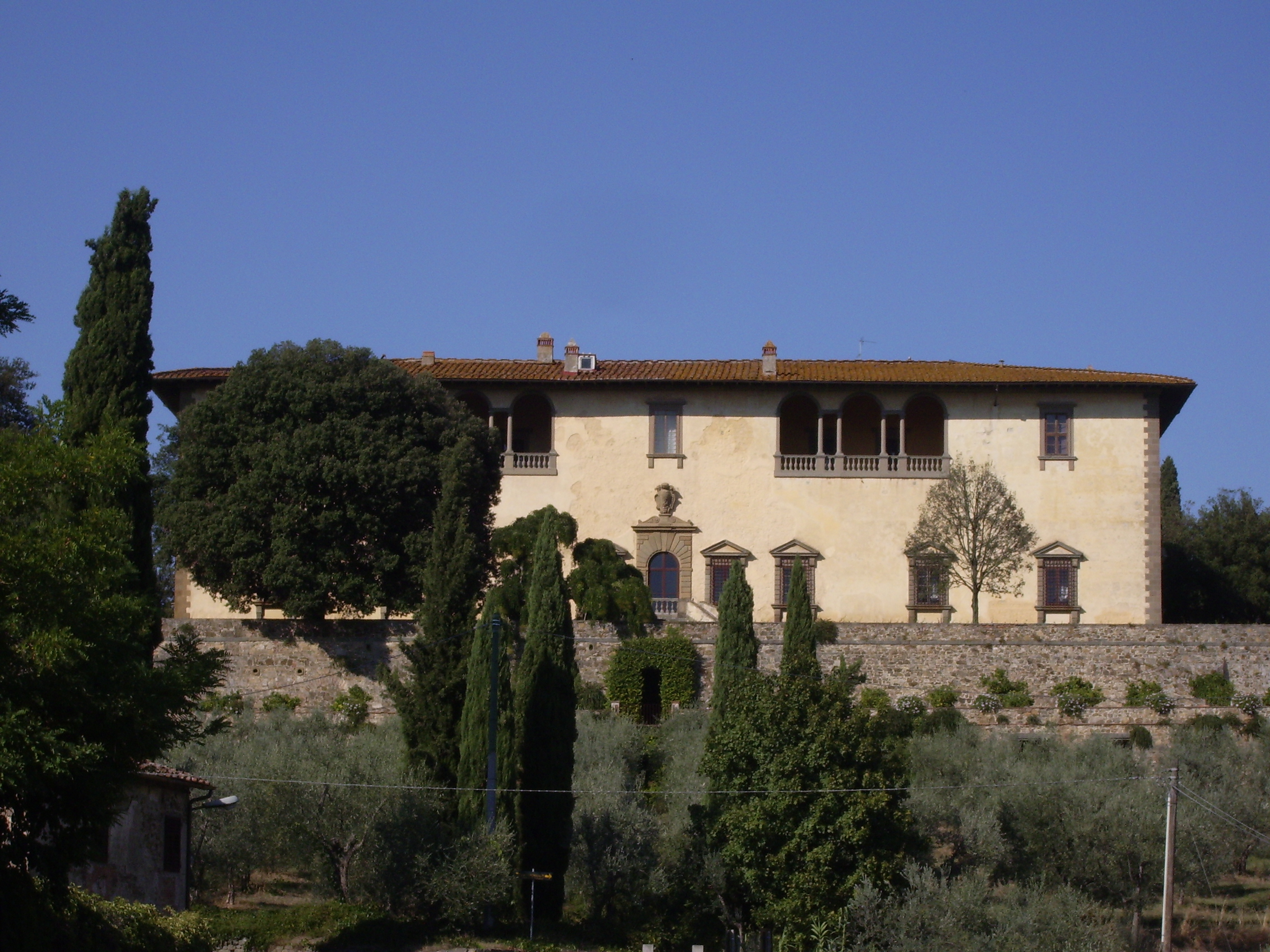
Villa I Collazzi

- Villa di Castelpulci in via di Castelpulci
- Villa L'Acciaiolo o Castello dell'Acciaiolo, in via Pantin
- Villa L'Arcipresso o Mirenda, in via di San Polo
- Villa L'Arrigo o Arrighi in via di Legnaia
- Villa Antinori di Monte Aguglioni in via di Castellina
- Villa del Beccaro in località Mosciano
- Villa Bellavista
- Villa Boccini in via dei Rossi
- Villa di Borgo ai Fossi in località Borgo ai Fossi
- Villa di Bronciliano in via del Vingone
- Villa Calloria in località Giogoli
- Villa Cantagalli in via delle Bagnese
- Villa di Casignano
- Villa Castellare in località San Michele a Torre
- Villa Il Cerro
- Villa di Citille in via di San Martino alla Palma
- Villa I Collazzi in via Volterrana
- Villa Il Diluvio in via di Mosciano
- Villa Doney in località Scandicci Basso
- Villa Fantappiè in via di San Martino alla Palma
- Villa Fenzi in via Pisani
- Villa Franceschi in via Franceschi
- Villa Gaja in località Vingone
- Villa di Giogoli Rossi in via di Giogoli 8
- Villa Golli in località San Michele a Torri
- Villa Guidotti in via di Vingone
- Villa I Lami in via San Niccolò a San Vincenzo a Torri
- Villa Lamperi in località San Paolo a Mosciano
- Villa Lazzeri in località San Michele a Torri
- Villa di Lebbiano in località Lebbiano
- Villa Il Melarancio in via di Scandicci
- Villa Il Melarancio in località Scandicci Alto
- Villa Monte Cascioli in via di Montecascioli
- Villa L'Olmo in via di San Martino alla Palma
- Villa Il Palazzaccio in via Triozzi
- Villa Il Palazzaccio di San Martino alla Palma in via dei Cini
- Villa Pasquali da Cepparello in via Triozzi Basso
- Villa Passerini in via di Scandicci Alto
- Villa il Pino in località Rinaldi
- Villa Il Platano o Poccianti in via Poccianti
- Villa di Poggio Adorno in località Mosciano
- Villa di Poggio al Vento in via di Casignano
- Villa Il Renaccio in via delle Selve
- Villa I Sassoli in via di Marciola Loc. I sassoli
- Villa Le Rondini in via di Scandicci Alto
- Villa Rinaldi Fantappiè
- Villa Sevoli Bizarri in via di Mosciano
- Villa Stigler
- Villa La Torricella in via del Buon Riposo
- Villa Il Torricino in via di Valimorta
- Villa Torrigiani
- Villa Turri o Anguillazza in via Turri
- Villa Vespa in località Rinaldi
- Villa Vico in località San Michele a Torri

## Scarperia
- Villa Panna

## Sesto Fiorentino

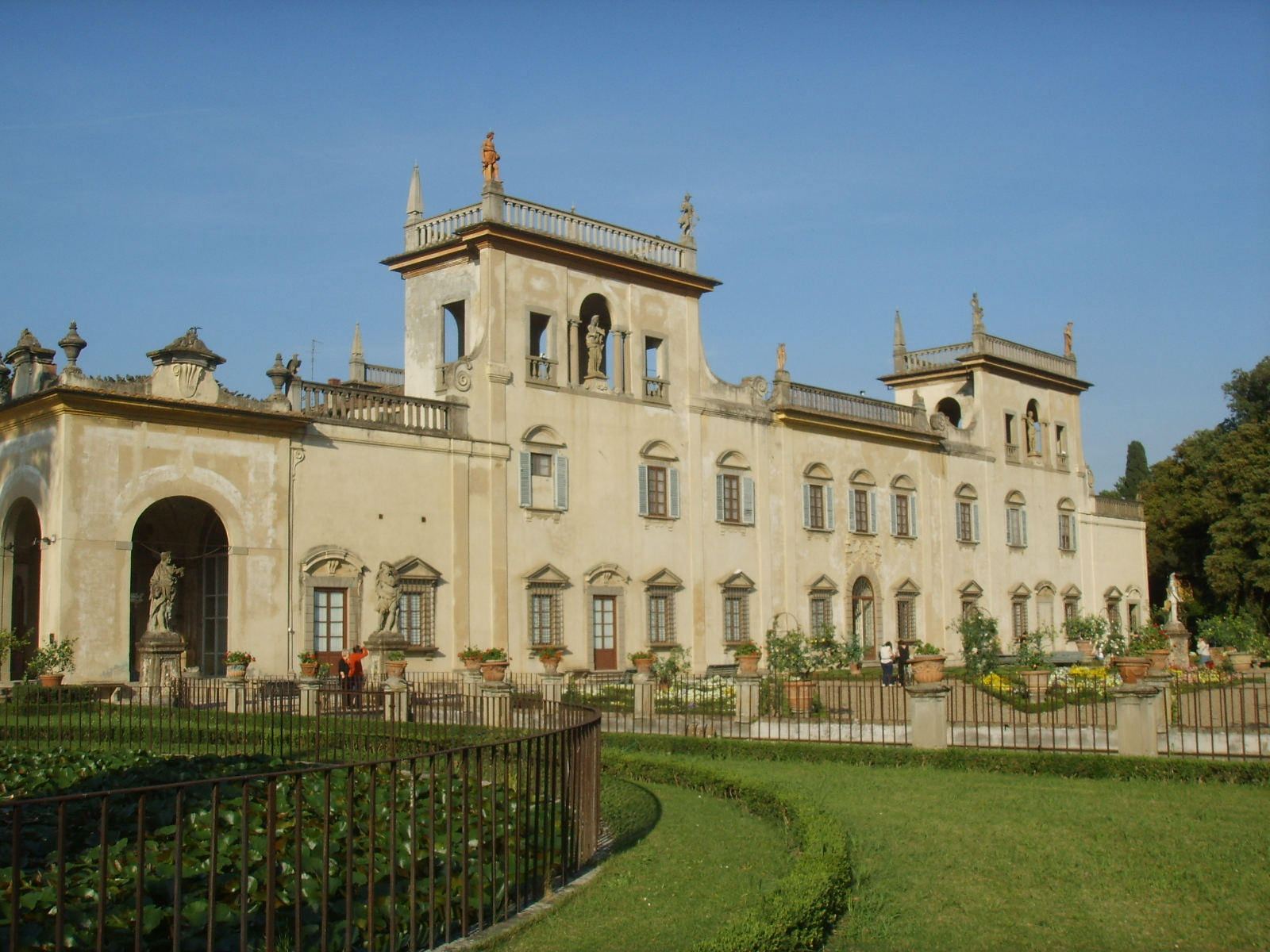
Villa Guicciardini Corsi Salviati

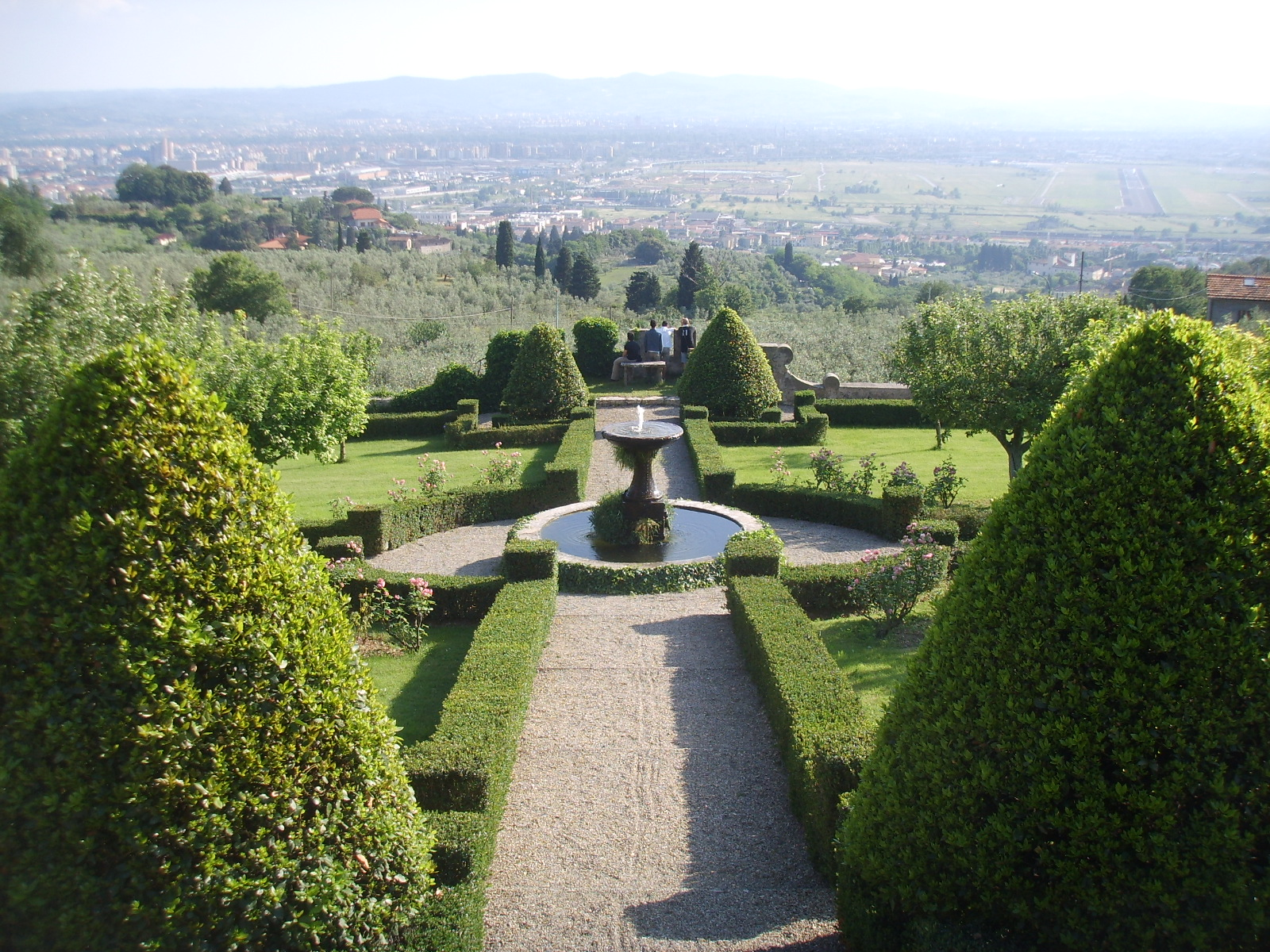
Villa Il Casale

- Torre di Baracca in località Fonte dei Seppi
- Villa Belvedere in località Belvedere
- Villa il Casale in via Pozzo 1
- Villa Calamai Ricceri in via Gramsci
- Villa Capponi in località Querceto
- Villa-convento di Carmignanello in via di Carmignanello
- Villa di Castiglione in località Castiglione
- Villa La Collina in località Collina
- Villa Guicciardini Corsi Salviati in via Gramsci 456
- Villa Gerini in via XX Settembre 259
- Villa Ginori a Doccia in via delle Porcellane
- Villa Landini in via delle Cappelle
- Villa Malafrasca in via della Topaia
- Villa Il Massetto in via del Massetto
- Villa Il Melarancio in località Querceto
- Villa Paolina in via di Castello 47
- Villa Le Pergole in via della Loggia
- Villa La Piazza in località Canonica
- Villa Il Poggio in via de' Botti
- Villa Poggio Chiaro in località Morello
- Villa Stanley in via XX Settembre 200
- Villa Tognozzi Moreni in via della Castellina
- Villa Tommaso Reggio in via del Ghirlandaio
- Villa La Torre in via della Topaia
- Villa Torrigiani in località Quinto Alto
- Villa Villoresi in via Ciampi 2 (Colonnata)

## Signa
- Villa Castelletti
- Villa San Lorenzo
- Villa Mancini
- Villa Le Selve
- Villa La Quarnarina
- Villa I Pitti

## Tavarnelle Val di Pesa
- Villa della Badia a Passignano in località Passignano
- Villa di Bonazza in località San Pietro in Bossolo
- Villa Il Cantuccio in località Bonazza
- Villa Le Fillinelle in località Morrocco
- Villa di Montecchio in località San Donato in Poggio
- Villa Moris in località la Romita
- Villa Il Morrocco in località Morrocco
- Villa I Muricci in località Noce
- Villa Del Nero in località Spicciano
- Villa di Paganello in località Paganello
- Villa di Palazzuolo in località Palazzuolo
- Villa di Poggio Petroio in località la Romita
- Villa di Spoiano in località Spoiano
- Villa L'Ugo in località Noce
- Villa di Valle in località Valle

## Vaglia

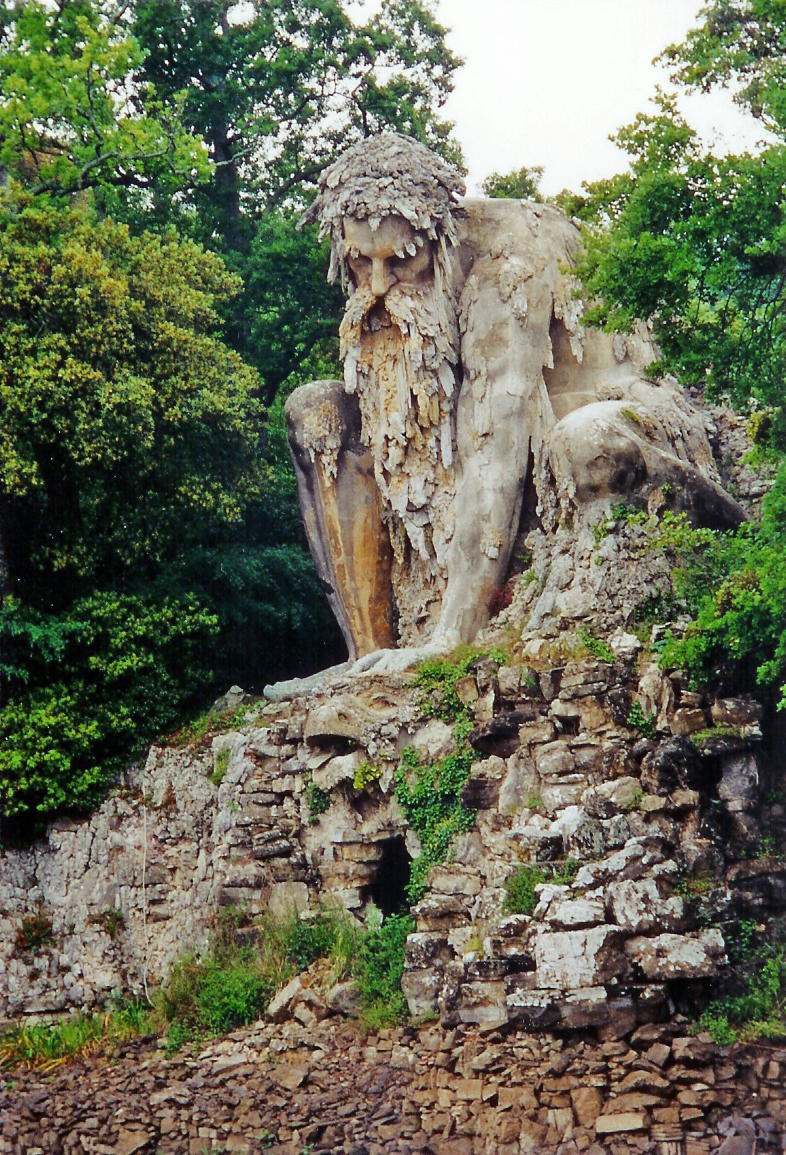
Villa Demidoff

- Villa di Bivigliano in via Bolognese
- Villa Demidoff in via Bolognese

## Vinci
- Casale di Valle in via Torrino, località Valle
- Villa del Ferrale in località Anchiano
- Villa di Mercatale in via Provinciale di Mercatale
- Villa Dianella Fucini in via Dianella 38, localita Sovigliana
- Villa Vignozzi in via della Torre 6